# 維德納瓦

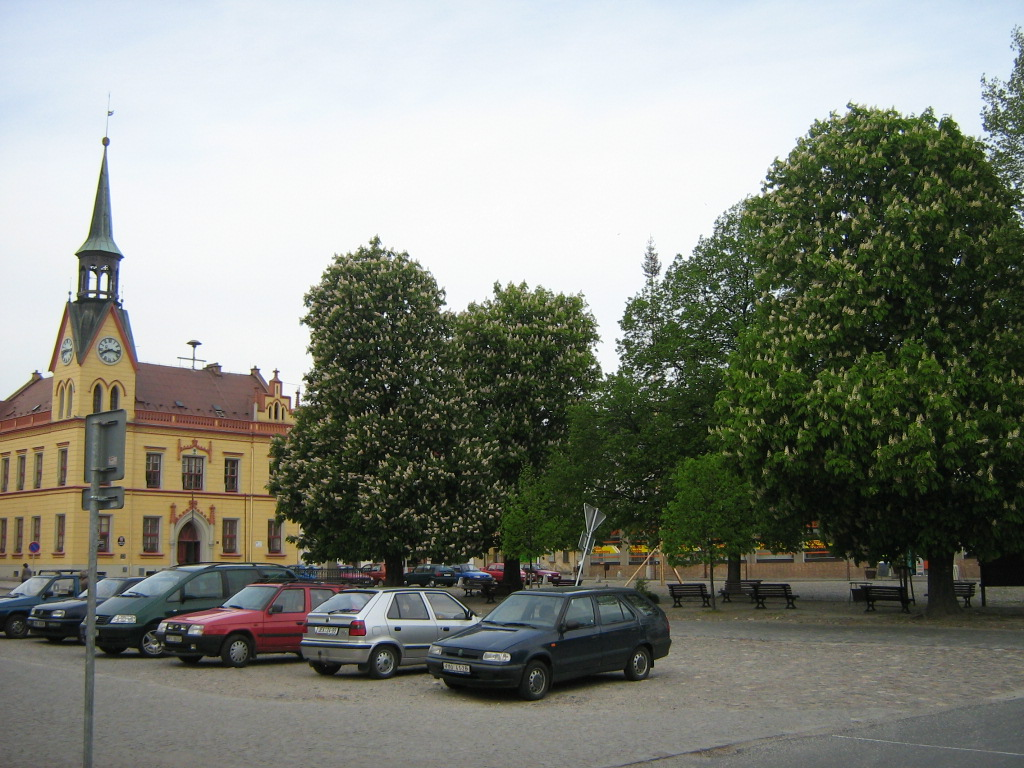

維德納瓦是捷克的城鎮，位於該國東北部，距離首府奧洛穆茨87公里，由奧洛穆茨州負責管轄，面積4.25平方公里，海拔高度233米，該地區自舊石器時代有人類居住，2006年人口1,407。

## 外部連結
- Olomouc Regional Statistical Office: Municipalities of Jeseník District （页面存档备份，存于）